# Магда Абазова
Магдалина Панчова Абазова е българска художничка.

## Биография
Родена е на 28 март 1923 г. в София. През 1948 г. завършва Художествената академия при Дечко Узунов. Автор е на пейзажи, портрети, натюрморти, илюстрации на детски книги.
От 1951 г. участва в Общи художествени изложби, окръжни изложби на жените художнички, изложби в Полша, Сирия, Турция, Бахамските острови, както и самостоятелна изложба в София (1972). Получава от СБХ на ОХИ орден „Кирил и Методий“ – ІII ст., а през 2008 г. е отличена с Национална награда за живопис „Захарий Зограф“.
Абазова е женена за журналиста Тодор Абазов.
Умира на 2 октомври 2011 година. Погребана е в Централните софийски гробища.